# Gwawl
Gwawl, ou plus précisément Gwawl Fab Clut, littéralement Gwawl fils de Clut, est un personnage de la mythologie celtique brittonique qui apparaît dans la première branche du Mabinogi : « Pwyll, prince de Dyved » et est évoqué dans la troisième branche : « Manawydan fils de Llyr ». 
Il est précisé que c’est un homme riche qui possède beaucoup d’armées et de terres.

## LesMabinogion

### Pwyll, prince de Dyved
Gwawl tente d’obtenir par la ruse la main de la « grande reine » des mythes gallois
Rhiannon est promise à  Gwawl, mais elle ne veut absolument pas l'épouser. Elle va voir Pwyll, prince de Dyved, qui est séduit par elle et elle lui demande de l'épouser dans un an. Le rendez vous est pris. 
Le jour du mariage entre Pwyll et Rhiannon, Gwawl se présente devant Pwyll. Celui-ci ne le connait pas et en toute innocence lui promet tout ce qui lui sera en pouvoir de lui donner. Gwawl demande la main de Rhiannon. Celle-ci se voit contrainte d'accepter le mariage avec Gwawl sous peine de déshonorer Pwyll. Le mariage de Pwyll et Rhiannon est annulé et celui de Gwawl et Rhiannon est planifié. Ils se donnent rendez-vous dans un an pour le mariage. 
Un an après un grand festin est organisé. Sur le conseil de Rhiannon, Pwyll, déguisé en mendiant, demande une faveur à Gwawl. Celui-ci le lui accorde s'il est raisonable. Pwyll lui demande de remplir un petit sac de victuailles et cela lui est accordé. Seulement Gwawl ne sait pas que c'est un sac magique que l’on ne peut pas remplir. Quand toute la nourriture du banquet y est passé Gwawl demande au mendiant comment arrêter. On lui répond qu'un homme riche possédant des terres doit mettre ses deux pieds dedans et dire "il suffit". Gwawl va donc de tasser la nourriture avec ses pieds et Pwyl l'enferme dans le sac. Les membres de la cour vont chacun de frapper du pied dans le sac, jouant « au jeu du blaireau dans le sac ». Il négocie sa liberation contre la main de Rhiannon qui épouse le jour même Pwyll. Gwawl est finalement libéré et retourne chez lui.

### Manawydan fils de Llyr
(en cours)
Article détaillé Manawyddan Fab Llyr

## Commentaires
Son père Clut n'est pas autrement connu dans la mythologie celtique.
Selon Pierre-Yves Lambert, le nom de Gwawl pourrait être rapproché du nom de la pierre de Fal, apportés par les Tuatha Dé Danann en Irlande et qui est placée à Tara. Pour Claude Sterckx, ce n’est qu’un jeu de mots « mur fils de la Clyde », une allusion au mur d'Antonin.

## Compléments